# オイギンス湖

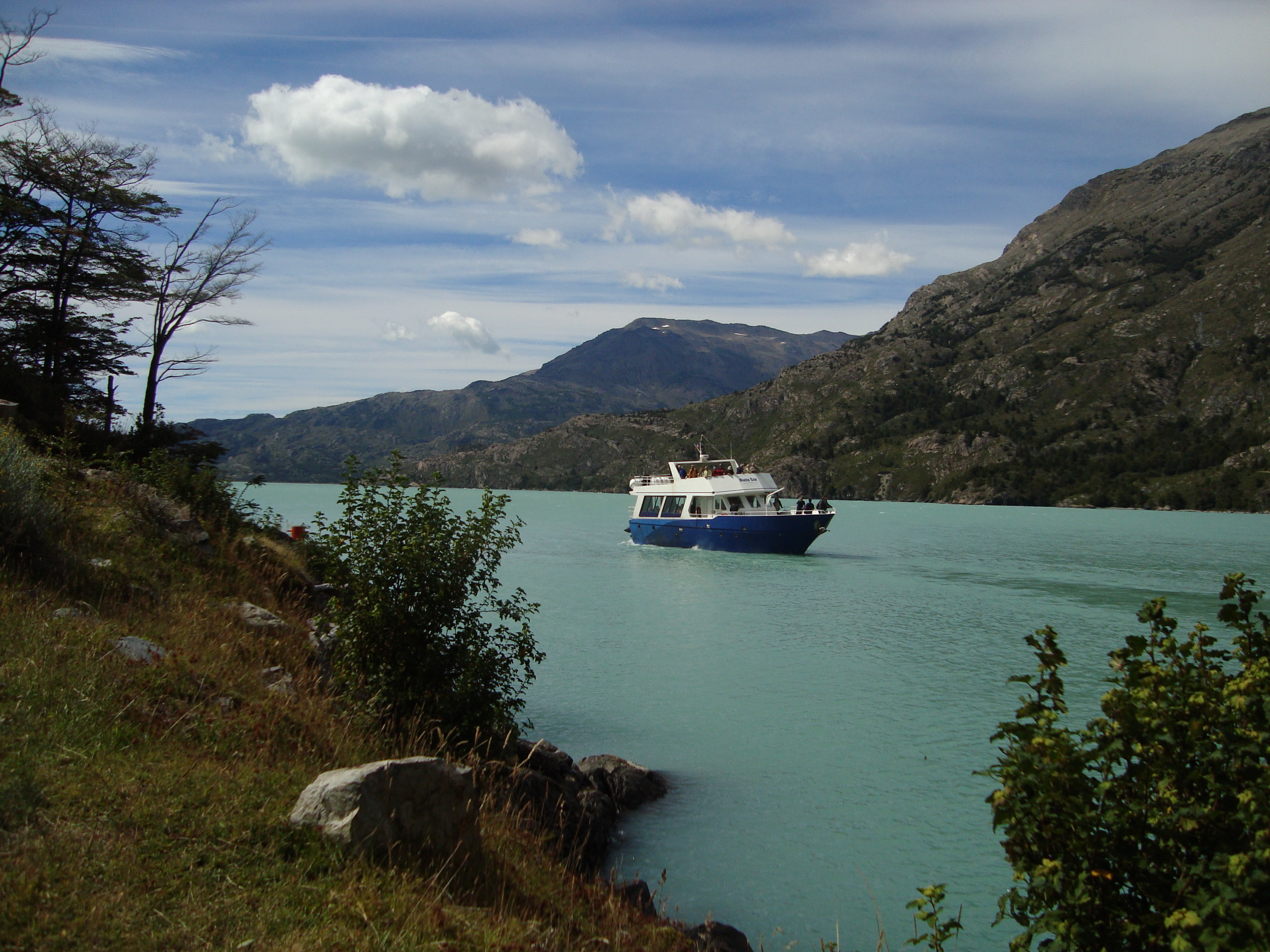
湖を進む観光フェリー

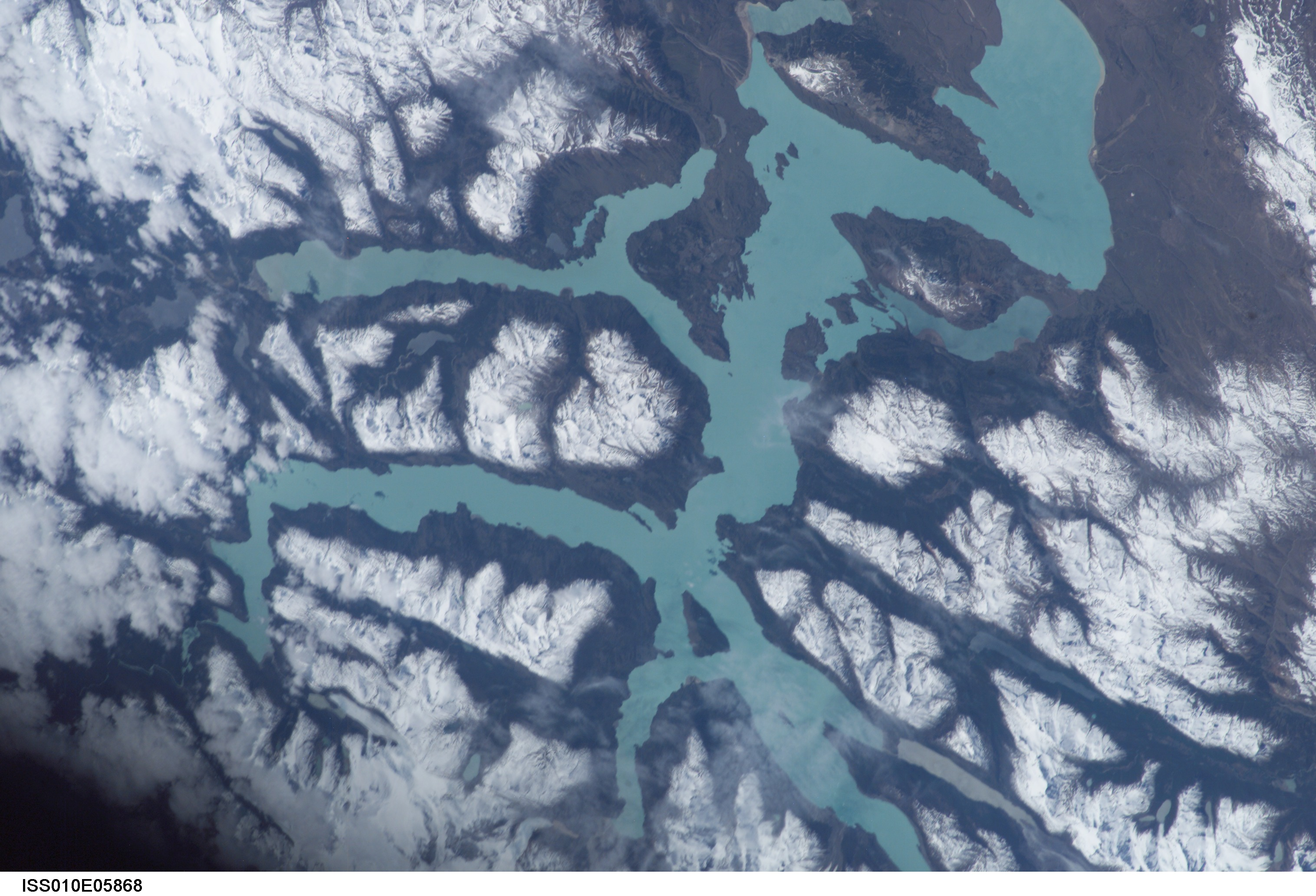
複雑に入り組んだ湖面

オイギンス湖（オイギンスこ、西: Lago O'Higgins、チリ側での呼称）またはサン・マルティン湖（サン・マルティンこ、西: Lago San Martín、アルゼンチン側での呼称）は、南アメリカのパタゴニア地域にある湖。アルゼンチンとチリの国境を跨いでおり、アルゼンチンのサンタクルス州とチリのアイセン州に位置している。

## 地理
湖面標高は250m、面積は1,013 km2、湖岸線長は525kmである。上空から見ると、湖は指型の氾濫谷の一続きから成る。水面標高の変化しやすさを反映し、出典によって両国領土の水面積は異なるが、554km2がチリ領土にあり、459km2がアルゼンチン領土にある。オイギンス氷河付近に最深部（水面から836m）があり、アメリカ大陸の湖としてはもっとも深い。特徴的なライトブルーの水色は、氷河の削磨作用によって生じた岩粉が水中に浮遊していることによるものである。マジェール川や他の小河川が湖に流れ込み、パスクア川の510m2/秒の水量が湖から太平洋に向かって流れ出ている。チコ氷河と同じように、オイギンス氷河が東向きに湖方向へ流れている。両氷河は、湖の西側を約350kmに渡って南北方向に伸びる南パタゴニア氷原の一部である。1910年代まで、乾燥した風が強く吹く湖周辺にヨーロッパ系移民は定住しなかったが、その後イギリス系、スカンディナヴィア系、スイス系移民が羊毛を求めて牧羊を開始した。湖を訪れるためのもっとも一般的な観光ルートは、アルゼンチンのエル・チャルテンとチリのビジャ・オイギンスの間を通るルートである。

## 名称
それぞれの名称は独立時の英雄の名前に由来している。アルゼンチンのホセ・デ・サン・マルティン、チリのベルナルド・オイギンスともに、南米諸国のスペインからの独立時に活躍した軍人である。チリ独立の際にはサン・マルティンが執政官に選出されていたが、サン・マルティンはこの座を辞退してオイギンスをチリの元首に指名している。湖は氷河による氷食地形が特徴であり、アルゼンチン領土側に4本、チリ領土側に4本、計「8本の腕」が突き出ているように見える。アルゼンチン側の「4本の腕」の面積は521km2であり、サン・マルティン将軍の栄誉を称えてそれぞれカンチャ・ラジャーダ、チャカブーコ、マイプ、デ・ラ・ランチャという名称が付けられた。